# Патрісія Сегала
Патрісія Сегала (порт. Patrícia Segala; нар. 8 травня 1976) — колишня бразильська тенісистка.
Найвищу одиночну позицію світового рейтингу — 350 місце досягла 19 Jun 1995, парну — 368 місце — 18 Sep 1995 року.
Здобула 2 одиночні титули туру ITF.

## Фінали ITF

### Одиночний розряд: 4 (2–2)
| Результат | Ранг | Дата     | Турнір                         | Покриття | Суперниця        | Рахунок       |
| --------- | ---- | -------- | ------------------------------ | -------- | ---------------- | ------------- |
| Поразка   | 1.   | Вер 1993 | Богота, Колумбія               | Ґрунт    | Сумара Пассус    | 2–6, 2–6      |
| Перемога  | 1.   | Бер 1995 | Картахена (Колумбія), Колумбія | Тверде   | Каролін Бодар    | 6–2, 6–3      |
| Перемога  | 2.   | Тра 1995 | Балагер (Іспанія), Іспанія     | Ґрунт    | Роса Марія Перес | 3–6, 6–3, 6–2 |
| Поразка   | 2.   | Тра 1995 | Мульєт-да-Паралаза, Іспанія    | Ґрунт    | Віра Жуковець    | 6–7(4), 1–6   |

### Парний розряд: 2 (0–2)
| Результат | Ранг | Дата     | Турнір                         | Покриття | Партнерка     | Суперниці                          | Рахунок  |
| --------- | ---- | -------- | ------------------------------ | -------- | ------------- | ---------------------------------- | -------- |
| Поразка   | 1.   | Лис 1993 | Белу-Оризонті, Бразилія        | Ґрунт    | Рената Бріту  | Валерія Страппа Маріана Діас-Оліва | 4–6, 1–6 |
| Поразка   | 2.   | Бер 1995 | Картахена (Колумбія), Колумбія | Тверде   | Каролін Бодар | Хімена Родрігес Джоанн Мур         | 1–6, 2–6 |